# Kalmar läns östra järnvägsaktiebolag
Kalmar läns östra järnvägsaktiebolag war eine schwedische Eisenbahngesellschaft. Sie war Erbauter, Eigentümer und Betreiber der Bahnstrecke Kalmar–Berga (Kalmar–Berga Järnväg, KBJ).

## Geschichte
Seit Kalmar 1874 über die Bahnstrecke Kalmar–Emmaboda und Oskarshamn im gleichen Jahr über die Bahnstrecke Nässjö–Oskarshamn an das Eisenbahnnetz angeschlossen waren, wurde die Notwendigkeit einer Küstenstrecke von Kalmar nach Süden in Richtung Blekinge und nördlich zu einem geeigneten Punkt auf der Strecke zwischen Nässjö und Oskarshamn erkannt.
1881 schlug die Provinzialregierung (schwedisch Länsstyrelsen) des Bezirks Kalmar vor, eine gründliche Untersuchung über den möglichen Eisenbahnausbau in der Region durchzuführen. Der Landshövding von Kalmar län, J. L. Edelstam, rief einige interessierte Personen zu einem Treffen in Kalmar am 31. Januar 1883 zusammen, wo „über den Bau einer Eisenbahn in den südlichen und zentralen Teilen des Bezirks“ diskutiert wurde. Dort wurde beschlossen, sich vor allem auf eine Verbindung zwischen den Bahnstrecken Kalmar–Emmaboda und Nässjö–Oskarshamn zu konzentrieren. Ein von Kapitän von C. H. Öhnell vom Väg- och vattenbyggnadskåren entworfener Plan wurde vorgelegt, der eine Strecke zwischen Kalmar und Berga beschrieb. Er enthielt drei alternative Streckenführungen, über Geltorp, über Helgesbo und über Gubbemåla. Die Strecke über Helgesbo bekam den Vorzug. Darüber hinaus wurde beschlossen, einen Ausschuss einzurichten, der Geld für eine gründliche Untersuchung und die Erstellung der Pläne und Kostenvorschläge für eine Eisenbahn zwischen Kalmar und Berga beschaffen sollte.
Öhnell erhielt den Auftrag, diese Untersuchung durchzuführen. Er machte daraufhin zwei Vorschläge, von denen einer eine normalspurige Eisenbahnstrecke mit leichtem Oberbau, der andere eine schmalspurige Strecke in der Spurweite 891 mm war. Die Schmalspurstrecke wurde auf 1.897.000 Kronen veranschlagt. Der Vorschlag wurde in einer Ausschusssitzung am 16. September 1885 erörtert, woraufhin beschlossen wurde, zu warten und in der Zwischenzeit die genauere Ausarbeitung der beiden Vorschläge fortzusetzen.
Ende 1886 äußerte der Gutsverwalter J. A. Leidholm den Wunsch, dass Landshövding Edelstam die Frage einer Strecke Kalmar–Berga zur Sprache bringen solle. Die Provinzialregierung besprach dies am 27. Juli 1886 bei einem Treffen in Kalmar, weitete das Problem jedoch aus, um zudem eine Strecke von Kalmar nach Blekinge einzubeziehen. Nach dem Treffen sollte ein Ausschuss für die erweiterten Untersuchungen der verschiedenen Vorschläge eingerichtet werden. Dies wurde jedoch abgelehnt, ebenso wie ein Antrag zwei Jahre später.

## Föreningen för Kalmar läns Östra järnvägs byggande
Im Sommer 1891 unternahmen J. A. Leideholm und Reichstagsabgeordneter G. Jonsson einen neuen Versuch, vom Landsting (deutsch Provinziallandtag) Geld für die Vermessung für die Strecke von Berga südwärts beizubringen. Der Landsting beschloss, 1000 Kronen zu zahlen, worauf Großhändler Johan Jeansson anbot, den noch eventuell notwendigen Restbetrag zu übernehmen.
Am 1. Oktober 1891 wurde die Föreningen för Kalmar läns östra järnvägs byggande gegründet. Unter den Mitgliedern befanden sich unter anderem der Landshövding C. A. Fagerlund, der Gutsverwalter J. A. Leidholm und der Großhändler Joh. Jeansson. Der Gesellschaft erteilte E. Westerberg den Auftrag, einen neuen Vorschlag für die Bahnstrecke zwischen Berga und Kalmar zu unterbreiten. Dieser – er bezog sich auf den ursprünglichen Vorschlag von Öhnell – beschrieb eine 78 km lange Schmalspurbahn mit einer Spurweite von 891 mm und wurde mit 2.282.000 Kronen geplant.

## Konzession
Im März 1892 beantragten Fagerlund, Jeansson und J. M. Ekströmmer eine Konzession für eine Bahnstrecke nach Westerbergs Vorschlag. Dabei wurde angegeben, dass die Konzession eine zukünftige Firma namens Kalmar läns östra järnvägsaktiebolag erhalten würde. Am 16. September 1892 wurde die Konzession mit den Auflagen zum Bau der Strecke sowie mit den Rahmenterminen Baubeginn am 1. Juni 1895 und Fertigstellung am 1. Oktober 1897 erteilt.
Die Finanzierung gestaltete sich schwierig und wurde erst 1895 abgeschlossen, als der Staat unter bestimmten Bedingungen einen Kredit von 900.000 Kronen garantierte. Inzwischen hatte die Föreningen för Kalmar läns Östra järnvägs byggande vom König eine Verlängerung der Termine um ein Jahr erbeten, so dass die Strecke erst am 1. Oktober 1898 fertig sein musste.

## Kalmar läns östra järnvägsaktiebolag
In der ersten Hälfte des Jahres 1895 wurden Aktien für den vereinbarten Mindestbetrag von 600.000 Kronen gezeichnet. Am 6. August 1895 konnte die konstituierende Hauptversammlung der Kalmar läns östra järnvägsaktiebolag abgehalten werden. Der erste Vorstand bestand aus dem Landbesitzer Fagerlund, Freiherr Chr. Rappe, Verwaltungsleiter John Jeansson (Sohn des Großhändlers Joh. Jeansson), Kapitän W. Jung und Major C. G. Hult. Die abschließende Finanzierung erfolgte über ein Bankdarlehen in Höhe von 1.200.000 Kronen.
Mit dem Ingenieur Carl Johan Jehander wurde ein Vertrag über den Bau der Strecke unterzeichnet, der am 24. März 1896 mit dem Bau der Strecke begann. Der Bau verlief ohne größere Schwierigkeiten und am 4. Dezember 1897 wurde die Kalmar–Berga Järnväg (KBJ) für den öffentlichen Güter- und Personenverkehr eröffnet.
Durch die Kalmar–Berga Järnväg wurde Kalmar läns östra järnvägsaktiebolag Teilbesitzer der 1902 gegründeten Kalmar Verkstadsaktiebolag.
Die Gesellschaft besaß zwei Tochtergesellschaften: Mönsterås nya Järnvägsaktiebolag (MÅJ) zwischen 1910 und 1940 sowie Östra Smålands Järnväg (ÖSmJ) zwischen 1932 und 1937. Letztere wurde gegründet, um die Ruda–Finsjö–Oskarshamns Järnvägsaktiebolag und die Ruda–Älghults järnvägsaktiebolag vom Riksgäldskontoret zu übernehmen, nachdem die beiden Gesellschaften in Insolvenz gegangen waren.
Die ÖSmJ ging selbst 1936 in Konkurs. Daraufhin kaufte Kalmar läns östra järnvägsaktiebolag die beiden ehemaligen Bahnstrecken der Gesellschaft bei einer öffentlichen Versteigerung. Danach wurde der Betrieb der Strecken der beiden Vorgängergesellschaft mit dem der Bahnstrecke Kalmar–Berga zusammengefasst, um die Fahrzeuge auf dem gemeinsamen Liniennetz einzusetzen.
Im Rahmen der Allgemeinen Eisenbahnverstaatlichung in Schweden kaufte der schwedische Staat 1940 die Bahnstrecke Kalmar–Berga sowie die Mönsterås nya Järnvägsaktiebolag und übertrug sie den Statens Järnvägar, die Kalmar läns östra järnvägsaktiebolag wurde aufgelöst. Der Anteil von KBJ an der Kalmar Verkstad wurde ebenso mit an den Staat verkauft.